# Maják Rønne
Maják Rønne (dánsky Rønne Fyr, nazývaný také Rønne Bagfyr a Svenskefyret). Maják se nachází na Lygtestræde, poblíž přístavu v Rønne na ostrově Bornholm v Dánsku. 

## Historie
Maják byl postaven v roce 1880 firmou H. Wichmann & Co. podle návrhu inženýra Didrika Berga z Kodaně na místě původního jednoduchého dřevěného majáku z roku 1806. Do provozu byl uveden 27. září 1880, zpočátku se zeleným světlem a od roku 1881 s červeným. Jeho provoz byl ukončen v roce 1987, v roce 2000 byl restaurován a natřen na bílo. Maják byl zadním náběžníkovým majákem v linii s předním náběžníkovým majákem na Kongenu. 

## Popis
Maják je bílá osmiboká litinová věž s lucernou a ochozem na konzolách. Kopule je měděná pokrytá zelenou měděnkou, na vrcholu je větrná růžice. Věž je vysoká 18 m, z toho litinová konstrukce z profilů a litinových plátu spojených nýtováním je vysoká 12 m. Světelný zdroj v lucerně je v nadmořské výšce 24 m. Maják stojí na kamenné podezdívce.